# Josef Kehl
Josef Kehl, auch Joseph, (* 9. März 1885 in Haßfurt; † 2. Oktober 1967 ebenda) war ein deutscher Fossiliensammler und Heimatforscher.
Hauptberuflich war er Malermeister in Haßfurt, wo er auch als Chronist der Stadt und Heimatforscher wirkte (er war Kreisheimatpfleger und Archivpfleger). Kehl war ein Semester auf der Kunstgewerbeschule in Nürnberg und ging nach Lehre bei seinem Vater (Maler- und Tüncherhandwerk) und in Rosenheim auf Wanderschaft bis nach Neapel im Süden, durch die Schweiz und im Norden bis Magdeburg.  1914 bis 1918 war er Kriegsfreiwilliger im Ersten Weltkrieg und erhielt das Eiserne Kreuz 1. und 2. Klasse, das Bayerische Verdienstkreuz mit Schwertern und das Verwundetenabzeichen. Er war 1920 Führer der Einwohnerwehr in Haßfurt, lange Zeit Obermeister der Maler- und Tüncherinnung und 1925 bis 1945 Mitglied des Stadtrats von Haßfurt.
Er sicherte die Urkunden zur Stadtgeschichte in einem Raum des Rathauses und veröffentlichte eine Chronik von Haßfurt 1945. Außerdem kümmerte er sich um die Erhaltung historischer Bauten, besonders der Ritterkapelle.
Er sammelte Fossilien aus dem Keuper Frankens, besonders Fährten von Tieren. Karl Beurlen benannte nach ihm den Dinosaurier Coelurosaurichnus kehli Beurlen 1950, dessen Fährten Kehl fand.
Seine Pflanzen aus dem Keuper hat Karl Mägdefrau bearbeitet. Der größte Teil seiner Sammlung befindet sich im geologischen Institut der Universität Erlangen, dem er seine Sammlung von Pflanzen, Fischen und Fährten aus dem Keuper überließ. Seine Funde stammten meist aus drei Steinbrüchen in den Haßbergen (bei Zeil-Schmachtenberg), die stratigraphisch zum Coburger Bausandstein (unterer Semionotensandstein) gehören.
Er war seit 1948 Ehrenbürger von Haßfurt und erhielt das Verdienstkreuz der Bundesrepublik Deutschland 1. und 2. Klasse. Sein Sohn Hansmartin Kehl (* 9. Juli 1922 in Bamberg) war ebenfalls Malermeister in Haßfurt und Stadtarchivpfleger.

## Schriften
- Chronik von Haßfurt, die Geschichte eines fränkischen Landstädtchens, Würzburg: Schöningh 1948